# Norrfjärden, Robertsfors kommun
Norrfjärden är en mindre hamn i Robertsfors kommun. Den är belägen i viken Norrfjärden på gränsen mellan Umeå och Robertsfors kommuner.
Norrfjärden är färjeläget för färjan till Holmön (Holmöleden). Här finns också en mindre gästhamn för småbåtar.